# Augustinerkloster (Anklam)
Das Augustinerkloster in Anklam war ein Kloster der Augustiner-Eremiten. Es bestand vom 14. bis zum 16. Jahrhundert.

## Geschichte
Der Bischof von Cammin Heinrich von Wacholz gestattete am 20. April 1304 dem Kloster der Augustiner-Eremiten in Stargard in Pommern in Anklam ein Kloster zu errichten. Die eigentliche Gründung erfolgte 1310. Die Augustiner erhielten von der Stadt Anklam ein Gebäude, das sich nahe der Stadtmauer im Bereich der Einmündung der heutigen Brüderstraße in die Klosterstraße befand. Der Anklamer Stadtrat war bestrebt, den Übergang von städtischem in geistliches Eigentum zu verhindern. Daher wurde den Augustinern untersagt, ohne Zustimmung des Rates weiteren Grundbesitz zu erwerben. Ihnen testamentarisch zugefallene Häuser oder Grundstücke im Stadtfeld durften sie nicht annehmen, sondern nur den Erlös aus deren Verkauf. 
1342 erhielten die Augustiner die Erlaubnis, eine Kammer für die Mönche an der Stadtmauer zu errichten, wofür sie im Winter das Eis auf dem Stadtgraben im Bereich des Klostergrundstücks aufbrechen mussten. 1384 und 1478 fiel das Kloster Stadtbränden zum Opfer. Nach dem ersten Brand konnten die Augustiner ein Nachbargrundstück erwerben und dadurch das Kloster bedeutend erweitern. Die Anklamer Bettelmönche gerieten 1393 in Streit mit dem Augustinerkloster Helmstedt wegen der Grenzen ihrer Termineien. Auf dem Provinzialkapitel in Magdeburg wurde die Grenze der beiden zwischen Dassow und Gadebusch festgelegt. In Greifswald besaß das Kloster bis 1527 ein Terminierhaus. Die Erträge aus milden Gaben und Betteln versetzten die Anklamer Augustiner-Eremiten in die Lage, selbst Geld verleihen zu können.
Die Augustinerklöster in Anklam, Königsberg, Friedeberg, Konitz, Rössel, Heiligenbeil, Stargard und Gartz (Oder) gründeten 1415 eine gemeinschaftliche Lehranstalt, die jährlich in einem anderen Kloster ihren Sitz hatte. Jedes der Klöster konnte einen ihrer jungen Männer (juvenis) gegen eine Abgabe dorthin entsenden. Für Anklam wird 1423 oder 1424 als Jahr der Beherbergung der Schule angenommen. In der Bibliothek des Klosters wurden unter anderem geschichtliche Studien betrieben, auf die Thomas Kantzow und vermutlich auch Johannes Bugenhagen in ihren Chroniken zurückgriffen. 
Johannes Schiphower war von 1491 oder 1493 bis 1497 Prior des Klosters. Für die Mitgliedschaft Johann Berckmanns sprechen verschiedene Indizien.
Zum Anfang des 16. Jahrhunderts schloss sich das Anklamer Kloster der Kongregation des Johann von Staupitz an. Mit dem Aufkommen der Reformation sanken die Einnahmen aus Almosen. Nachdem mehrere Mönche das Kloster verlassen hatten, schlossen die Zurückgebliebenen am 24. Juli 1530 mit der Stadt Anklam einen Vergleich, in dem sie, gegen Zusicherung des Schutzes und der lebenslangen Versorgung mit Nahrung und Bekleidung, das Eigentum sowie die Urkunden und Schätze des Klosters dem Rat der Stadt übergaben. Bei der 1535 durch Jobst von Dewitz und Nikolaus Brun durchgeführten Visitation wurde das Kloster nicht mehr erwähnt. Das 1530 durch Blitzschlag beschädigte Klostergebäude wurde 1536 mit Zustimmung des Rates Eigentum der Herzöge von Pommern. Später wurde es abgebrochen und das danach als Müllhalde genutzte Grundstück Anfang der zweiten Hälfte des 16. Jahrhunderts verkauft.